# Jeffers Garden
Jeffers Garden – jednostka osadnicza w Stanach Zjednoczonych, w stanie Oregon, w hrabstwie Clatsop.